# Sarel van der Merwe
Sarel Daniel van der Merwe (Port Elizabeth, 5 december 1946) is een Zuid-Afrikaans voormalig autocoureur en rallyrijder. Hij is elfvoudig nationaal kampioen rally. In 1984 won hij de 24 uur van Daytona.

## Carrière
Van der Merwe begon zijn autosportcarrière in het Zuid-Afrikaans toerwagenkampioenschap in 1967. In 1968 werd hij in een DKW tweede in de 6 uur van Zuid-Afrika, gehouden op het Roy Hesketh Circuit. Tussen 1975 en 1988 won hij elf titels in het Zuid-Afrikaans rallykampioenschap, waaronder negen op een rij tussen 1977 en 1985.
Vanaf 1983 was Van der Merwe ook op internationaal niveau actief in de autosport. Dat jaar begon hij met deelnemen aan de IMSA GT en het World Sportscar Championship. In 1984 behaalde hij voor het team Kreepy Krauly Racing zijn grootste overwinning in de 24 uur van Daytona, een zege die hij deelde met zijn landgenoten Tony Martin en Graham Duxbury. Dat jaar debuteerde hij ook in de 24 uur van Le Mans, waarin hij voor het Skoal Bandit Porsche Team samen met David Hobbs en Philippe Streiff als derde eindigde. Hij reed tot 1990 ieder jaar in Le Mans, maar kwam niet meer op het podium terecht, alhoewel hij in 1985 wel vijfde werd.
In 1986 reed Van der Merwe de 24 uur van Le Mans met Kunimitsu Takahashi en Jo Gartner. Hij stuurde in de vroege morgen een ronde eerder dan gepland de pitstraat in en werd in de auto vervangen door Jo Gartner. Die ronde brak de ophanging van de auto op het Mulsanne Straight, waardoor Gartner tegen de muur crashte en om het leven kwam. Later dat jaar won Van der Merwe samen met Doc Bundy de 500 kilometer van Road Atlanta en de 3 uur van West Palm Beach. In 1988 schreef hij zich voor Hendrick Motorsports in voor de Daytona 500, maar kwalificeerde zich niet voor de race. In 1990 reed hij voor Hendrick wel zijn enige NASCAR-race op Watkins Glen International in de Winston Cup Series als vervanger van de geblesseerde Darrell Waltrip.
In 1994 won Van der Merwe het Zuid-Afrikaanse Saloon Car Championship en het Zuid-Afrikaanse Modified Saloon Car Championship; in deze laatste klasse behaalde hij in 2001 een tweede titel. Dat jaar won hij ook de titels in de Zuid-Afrikaanse V8 Star Series en in de Renault Sport Clio Elf International Cup. Eind 2002 stopte hij als professioneel autocoureur, nadat hij de Zuid-Afrikaanse Lifetime Achievement Award had gekregen voor zijn verdiensten in de autosport.